# Oleg Samsonyczew
Oleg Giennadijewicz Samsonyczew (ros. Олег Генадьевич Самсонычев; ur. 22 marca 1982 w Moskwie) – rosyjski siatkarz, był reprezentantem Rosji, grający na pozycji rozgrywającego.

## Sukcesy klubowe
Mistrzostwo Rosji:
- 2000, 2002, 2003
- 2008, 2009
- 2007

Puchar CEV:
- 2002

Liga Mistrzów:
- 2003
- 2009

Puchar Top Teams:
- 2007

## Sukcesy reprezentacyjne
Liga Światowa:
- 2007
- 2008, 2009